# 手稲インターチェンジ

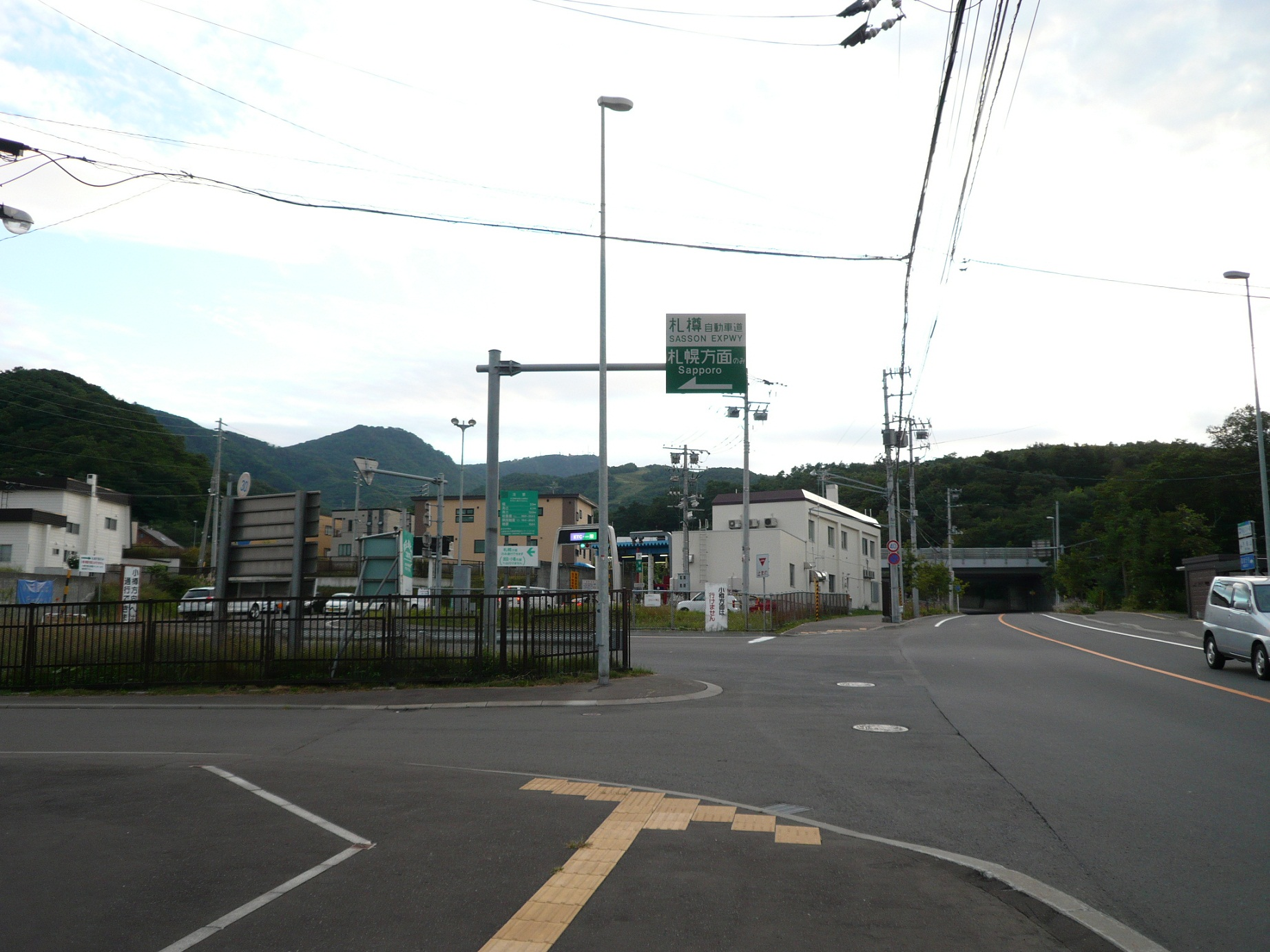
手稲山麓通からの札幌JCT方面料金所入口（2010年9月）

手稲インターチェンジ（ていねインターチェンジ）は、北海道札幌市手稲区富丘にある札樽自動車道のインターチェンジ。
札幌JCT方面の出入口と小樽方面への入口のみが設置されているスリークォーターインターチェンジであり、小樽方面からの出口は設けられていない（設置構想はある。詳細は後述）。

## 歴史
- 1971年（昭和46年）12月4日 - 国道5号札幌小樽道路（札樽バイパス）として札幌西IC - 小樽IC間が暫定2車線で開通。
- 1973年（昭和48年）4月1日 - 札幌小樽道路が高速自動車国道（札樽自動車道）に昇格。
- 1974年（昭和49年）8月22日 - 札幌西IC - 小樽IC間が4車線化。
- 2019年（令和元年）11月24日 - 小樽方面入口が開通[1]。

## 周辺
富丘・手稲富丘
- 丸山
- 札幌市手稲青少年キャンプ場（愛称「カッコウの森」）
- ちょい寝ホテル札幌手稲

手稲本町
- 手稲山
  - サッポロテイネ
  - 札幌テイネゴルフ倶楽部
- 手稲駅（JR北海道・函館本線）

前田
- 医療法人渓仁会手稲渓仁会病院

## 接続する道路
- 直接接続
  - 札幌市主要地方道9905号手稲インター線（手稲山麓通）
- 間接接続
  - 国道5号（北5条手稲通）

## 料金所
料金体系・収受方法については注意が必要。
札幌中心部方面と小樽方面では入口が異なるため、注意を促す看板が設置されている。
ブース数：4
札幌JCT方面入口
- ブース数：1
  - ETC/一般：1

札幌JCT方面出口
- ブース数：1
  - ETC/一般：1

小樽方面入口
- ブース数：2
  - ETC専用：1
  - ETC/一般：1

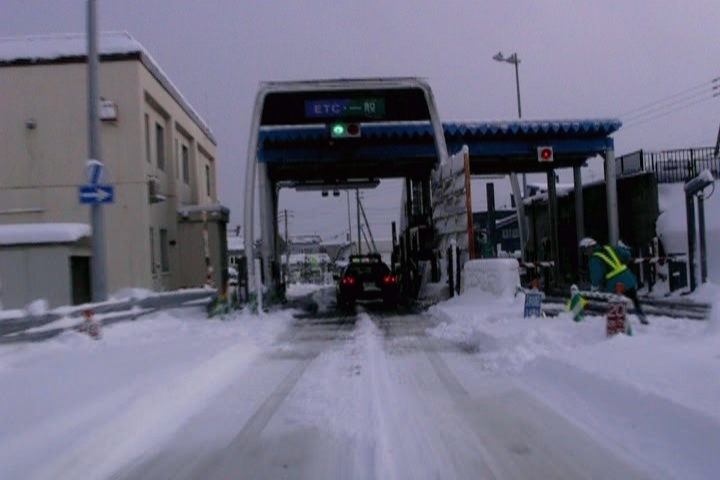
札幌JCT方面料金所出口（2007年12月）
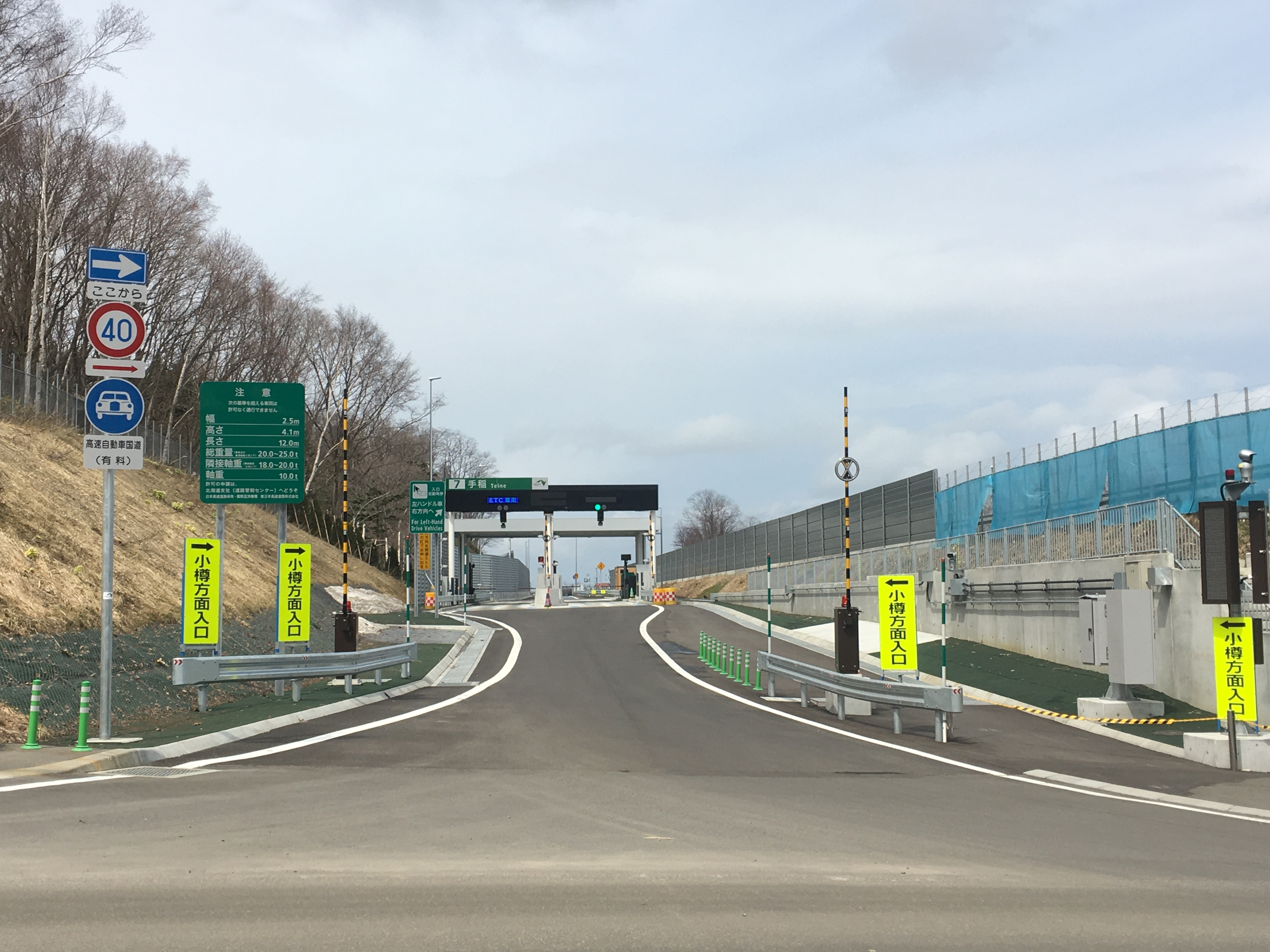
小樽方面料金所入口（2020年4月）

## 利用状況
| 年度               | 1日平均 通行台数 | 出典     | 備考 |
| ------------------ | ---------------- | -------- | ---- |
| 2004年（平成16年） | 3,533            | [ * 2 ]  |      |
| 2005年（平成17年） | 3,506            | [ * 3 ]  |      |
| 2006年（平成18年） | 3,303            | [ * 4 ]  |      |
| 2007年（平成19年） | 3,218            | [ * 5 ]  |      |
| 2008年（平成20年） | 3,004            | [ * 6 ]  |      |
| 2009年（平成21年） | 3,245            | [ * 7 ]  |      |
| 2010年（平成22年） | 3,319            | [ * 8 ]  |      |
| 2011年（平成23年） | 3,274            | [ * 9 ]  |      |
| 2012年（平成24年） | 3,581            | [ * 9 ]  |      |
| 2013年（平成25年） | 3,848            | [ * 9 ]  |      |
| 2014年（平成26年） | 3,296            | [ * 9 ]  |      |
| 2015年（平成27年） | 3,410            | [ * 9 ]  |      |
| 2016年（平成28年） | 3,559            | [ * 9 ]  |      |
| 2017年（平成29年） | 3,419            | [ * 10 ] |      |
| 2018年（平成30年） | 3,576            | [ * 1 ]  |      |
| 2019年（令和元年） | 3,710            | [ * 1 ]  |      |
| 2020年（令和02年） | 3,440            | [ * 1 ]  |      |
| 2021年（令和03年） | 3,680            | [ * 1 ]  |      |
| 2022年（令和04年） | 3,944            | [ * 1 ]  |      |

## 隣
E5A 札樽自動車道
(6) 札幌西IC/TB - (7) 手稲IC - 金山PA/緊急開口部 - (8) 銭函IC

## フルインターチェンジ化計画

### 小樽方面入口の新設

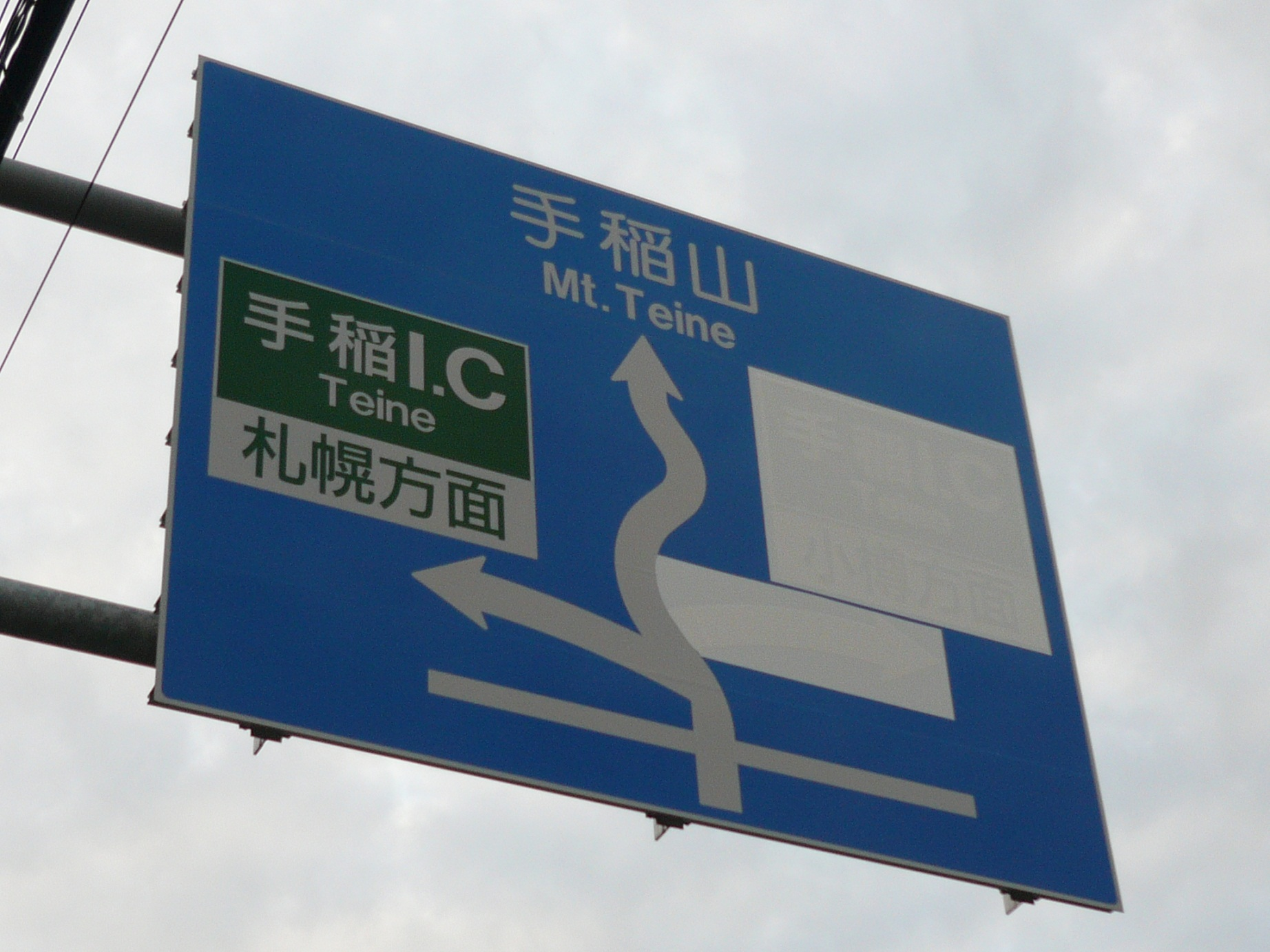
札樽道と直接接続する手稲山麓通にある道路標識 開通まで手稲インターチェンジの小樽方面入口の案内が隠されていた（2010年9月）

2019年（令和元年）の開通まで札幌市北西部から札樽道を利用して小樽方面へ向かうには、小樽市の銭函IC、あるいは逆方向の札幌都心寄りにある札幌西ICを利用しなければならなかった。
1997年（平成9年）、インターチェンジ周辺の連合町内会から、鈴木道雄日本道路公団総裁（当時）宛てへ手稲ICの小樽方面アクセスの新設要望が提出され、1998年（平成10年）には桂信雄札幌市長（当時）宛てにも提出された。同年末には札幌市も将来的な必要性を認め、関係機関へ働きかけを行うとしていた。
2000年（平成12年）に日本道路公団北海道支社が用地の測量や買収などを行っていたが、道路関係四公団の民営化により、東日本高速道路は有料道路ネットワーク整備時期の検討に取り掛かり、小樽方面への乗り口レーン新設は継続調査となっていた。
2014年（平成26年）8月、東日本高速道路北海道支社が2018年度（平成30年度）に開通予定である北海道横断自動車道の小樽JCT - 余市ICの開通までに、手稲ICの小樽方面入口を整備する方針を発表し、地形調査や詳細設計に着手。入札の不調から、東日本高速道路は工期を2017年（平成29年）7月28日から2019年（令和元年）9月15日とする契約を締結し、2017年（平成29年）11月に着工、2018年度（平成30年度）中に完成予定であると報じられていた。その後、2019年（令和元年）11月24日14時に開通した。
小樽方面入口が開通したことで、手稲渓仁会病院（後志地域から最も近い三次医療機関）によるドクターカーの後志方面への運用範囲も拡大し、救急医療体制の充実が期待される。

### 小樽方面出口の新設構想
2019年度時点では小樽・余市方面からの降り口レーン設置の予定は無いが、地元から設置要望が出ていることから、東日本高速道路北海道支社は今後の交通量を踏まえて設置を検討するとしている。